# Kargopolcultuur
De Kargopolcultuur (Russisch: Каргопольская культура) is een archeologische cultuur uit het neolithicum, verspreid in het zuidwesten van de oblast Archangelsk en het noorden van de oblast Vologda, in het gebied van de Latsja, Vozje, Kenozero en, deels, Beloje-meren. Het behoort tot de kring van kamkeramiekculturen.
De oudste sites van de Kargopolcultuur dateren uit het einde van het mesolithicum en worden gekenmerkt door grof vuurstenen gereedschap en pijlpunten van been. In het 4e millennium v.Chr. verscheen aardewerk met een ornament van grote putten, dat geleidelijk plaats maakte voor aardewerk met een putjes-kam-decoratie. Vuurstenen werktuigen kregen een puur neolithisch uiterlijk, vuurstenen beeldjes van dieren en kleibeeldjes van mensen verschenen. Aan het einde van het 2e millennium v.Chr. overheerst glad en textielgedecoreerd aardewerk, vuursteen wordt bijna niet meer gebruikt.

## Onderzoek
De cultuur werd voor het eerst beschreven in 1947-1952, toen Maria Foss daarin alle toen bekende sites opnam, tot aan het tijdperk van de vroege metaaltijd. De neolithische vindplaatsen in de oostelijke regio Onega werden verenigd in één cultuur, die de naam Kargopolcultuur verkreeg, naar de plaats van de belangrijkste vondsten op het grondgebied van het district Kargopol van de oblast Archangelsk van de Russische Socialistische Federatieve Sovjetrepubliek. De laat-neolithische en kopertijd-sites worden onderscheiden in een aparte Modlona-type genaamde groep.

## Verspreiding
Het gebied van de Kargopolcultuur heeft relatief duidelijke grenzen: in het noorden tot de bron van de Onega, in het oosten en zuidoosten tot de bovenloop van de Soechona. In het westen is de afbakening met de Kareliëcultuur minder scherp. Het totale aantal nederzettingen, kampen en begraafplaatsen is ongeveer 90 (Koebenino, Andozero 2, Andozero 5, Soechoje, Olski Mys, Jaglobojskaja, Tichmanga, Protiv Gostinogo Berega, Brevenny Mys, Koebenino, Selisjtsje, Pogostisjtsje, Karavajevskaja, Verchneje Veretje, Oestje Sjoly-1 etc.).

## Nederzettingen
De nederzettingen van de Kargopolcultuur bevinden zich op hogere delen van de oevers van meren en rivieren, bij riviermondingen, en in de buurt van lagunes. Nu staan veel van hen onder water, maar gedurende hun bestaan was het waterpeil lager. Nederzettingen van een meer permanent type waren verder verwijderd van open oevers van meren. Hun oppervlakte bereikte soms 3000 m², met een dikte van de cultuurlaag tot 50-60 cm. Tijdelijk bewoonde locaties hadden een kleinere oppervlakte, lagere concentratie van resten en een dunne cultuurlaag, en waren vaak gelegen op zandduinen bij grote meren. Misschien waren dit visserskampen.

## Begraafplaatsen
Op het grondgebied van de Kargopolcultuur zijn verschillende kleine begraafplaatsen bekend, waarvan sommige antropologische overblijfselen hebben bewaard die belangrijk zijn voor de studie van de oude bevolking van de boszone. De eerste graven werden ontdekt in 1928 bij Koebenino. In 1937 werd de Karavajevski-begraafplaats geopend, waar 38 begrafenissen werden geopend. Eén graf werd gevonden in Verchneje Veretje op de Kinema, 8 graven op de begraafplaats van Brevenny Mys, 4 in Nefedjevo (bekken van het Koebenskoje-meer), 3 op de Soechoj-site aan de Kovzja. Collectieve graven werden gevonden bij de nederzetting Veksa II aan de bovenloop van de Soechona. Graven en begraafplaatsen bevinden zich meestal aan de rand van nederzettingen, geassocieerd met de cultuurlaag. Hun diepte en oriëntatie zijn anders, er werd soms rode oker gebruikt (Koebenino, Karavajevski). Kenmerkend voor de begrafenisritus is de gewoonte om de overledene met stenen te bedekken. De stenen werden op het hoofd, de onderrug of de benen geplaatst. De doden werden begraven in een uitgestrekte houding op hun rug of buik (Koebenino, Karavajevski), soms op hun zij (Brevenny Mys). Meestal waren er geen structuren boven het graf. Een uitzondering is het graf van een vrouw op de Karavajevski-begraafplaats, waar een kleine stenen haard boven het graf werd gemaakt, waarin kolen en verspreide botten van een beer, eland en bever werden gevonden. Grafgiften zijn zeldzaam. Als wordt vastgesteld dat ze verband houden met de begrafenis, zijn dit meest hangers van leisteen of barnsteen, evenals dierentanden.

## Artefacten

### Aardewerk
Het aardewerk van de Kargopolcultuur is gemaakt van grove klei met een mengsel van gruis en zand, soms met mica of fijn kwarts. De vaten hebben een ronde bodem en rechte wanden, de rand is recht gesneden en versierd met kamstempels. In de late periode verschenen zeer grote vaten met massieve gefacetteerde randen, ook versierd met een gekamd ornament. Het eet- en drinkgerei verschilt in afmetingen van schaaltjes van 50-55 cm hoog en 40-45 cm in doorsnee tot miniatuurschaaltjes van 3-5 cm in doorsnee. Vaatwerk van gemiddelde grootte, met ronde bodem, halfbolvormig of enigszins gesloten, overheerst. De decoratie van het aardewerk is gebaseerd op horizontale zonering en een klein aantal stempels - ronde putjes, kamafdrukken, een "Romeinse een", enz. Gewoonlijk is het hele oppervlak van het vat bedekt met een patroon van diepe ronde putten in een dambordpatroon, gescheiden door rijen schuine gekamde of ingesneden lijnen, vrije zones waar rozetten werden geplaatst of guirlandes van putjes. Deze patronen omvatten ongeveer 90% van alle decoraties.

### Werktuigen
De stenen werktuigen waren gemaakt van leisteen, bonte kei-vuursteen, kwartsiet en soms kwarts van hoge kwaliteit. De bewerkingstechniek bereikte een hoog niveau. Men beheerste het zagen, boren, splijten, retoucheren, slijpen en polijsten tot afgewerkte producten.
Onder gereedschappen voor het bewerken van steen vond men kwartszagen, retouchers, slijptegels en aambeelden, onder de hakgereedschappen bevonden zich bijlen (rechthoekig in bovenaanzicht en doorsnede, met een smalle kolf en ovale doorsnede, rolvormig, tweesnijdend, met gemarkeerde schouders), spitshakken (voornamelijk van kristallijn gesteente), dissels, beitels (rechthoekig, met een langwerpige kolf, kleine klauwvormige of Krummeisels, met een dwarse groef onder het blad), en stekers. Deze zijn meest gemaakt van leisteen, in uitzonderlijke gevallen van hard gesteente. Op de sites van de Kargopolcultuur verschenen Krummeisel-beitels rond dezelfde tijd als zeldzame barnstenen sieraden in het 3e millennium v.Chr.
Jachtwerktuigen worden ertegenwoordigd door pijlpunten (bladvormig, ruitvormig, met een gemarkeerde bladsteel), pijlen en speren gemaakt van vuursteen met tweezijdige bewerking van het gehele oppervlak.
Van het visgereedschap werden samengestelde haken van leisteen gevonden. In de nederzetting Soechoj aan de Kovzja werd naast hengels ook de punt van een vishaak van leisteen gevonden, waardoor het mogelijk was om het gereedschap te reconstrueren. De haken waren gemaakt van bot en kwarts, en soms werd om de punt te versterken een verticale groef aangebracht, zoals in een exemplaar van wit kwarts van de Soechoje-site. De bewoners van de kampen moeten steken, netten en vallen hebben gebruikt, die niet bewaard gebleven zijn, maar algemeen bekend waren in het bosneolithicum.
Onder de gereedschappen voor huishoudelijk gebruik werden vooral schrapers gevonden, evenals klingen gemaakt van dunne gebogen afslagen met dubbelzijdige retouchering, schrabbers, lepels, priemen, beitelvormige, gecombineerde items van vuursteenafslagen.
Het aantal gevonden beenderen werktuigen is gering, vooral in vergelijking met de mesolithische vindplaatsen van de Veretjecultuur die eerder in dit gebied bestonden. Bot werd in het neolithicum gebruikt om primitieve stompe punten, kleine harpoenen, piercings en punten, vishaken en hengels, zelden ook dolken en speerpunten te maken.

### Sieraden
Sieraden van been, leisteen en barnsteen zijn op veel plaatsen te vinden. Hangers zijn rond, plat, met eenzijdig gat. Van de barnstenen sieraden zijn hangers, knopen (Protiv Gostiny Bereg op de rechteroever van de Modlona), en schijven (Brevenny Mys aan de westelijke oever van het Vozje-meer) bekend. Ringen van leisteen werden gevonden op nederzettingen en bij graven, in Andozero 2 op Andozero en op de Karavajevski-begraafplaats op de rechteroever van de Jeloma, waar een ring werd gevonden op de borst van de begravene. De bijzondere betekenis van deze sieraden blijkt uit de vondsten van ringen die in tweeën waren gebroken en opnieuw werden geboord voor verder gebruik. Dezelfde categorie sieraden omvat leistenen schijven met een gat in het midden en een ring met twee gaten van de Karavajevski-site. Soortgelijke artefacten zijn bekend in het neolithicum van de oostelijke Oostzee, Finland en Karelië. Ook op de begraafplaats van Kõljala op het Estse eiland Saaremaa lagen 7 leisteenringen op de borst van de begravenen.

### Kunst
Vuurstenen beeldjes werden gevonden op kampen of als toevalsvondsten. Ondanks de geringe plasticiteit van het materiaal zijn ze behoorlijk dynamisch, wat de beeldhouwkunst van Kargopol onderscheidt. Afbeeldingen van mensen worden meestal van voren weergegeven, alleen een toevallige vondst van de Olski Mys-site aan de oostelijke oever van het Latsjameer geeft een gezicht in profiel weer. Met naar voren gestrekte benen en een vizier boven het voorhoofd lijkt het op de "idolen" van klei. Beeldjes van klei, "idolen" genaamd, werden gevonden in Koebenino, de monding van de Kinema, Ileksa, en Soechoj. Ze worden gekenmerkt door een gebogen houding, gestrekte benen, de afwezigheid van armen, de weergave van alleen het bovenste deel van het gezicht, bij sommige wordt een kam op de rug getoond. Waarschijnlijk gaat de traditie van deze afbeeldingen terug tot de diepere oudheid, tot de bevolking van de kamkeramiekcultuur van het Russisch Laagland, aangezien in deze nederzettingen soms soortgelijke beeldjes werden gevonden. Aangenomen wordt dat de "idolen" de beschermgoden van de haard waren, aangezien ze herhaaldelijk in woningen werden gevonden.
Onder de kleine vuurstenen beeldjes bevinden zich afbeeldingen van vogels, dieren, vissen, reptielen en soms roofdieren. Vuurstenen beeldhouwkunst wordt vaak geassocieerd met de Volosovocultuur van het eneolithicum in de bosgordel. Er zijn echter geen sites van deze cultuur in de oostelijke regio Onega, en beeldjes gemaakt van vuursteen zijn vrij gebruikelijk in het late neolithicum.
Afbeeldingen op aardewerk zijn alleen bekend in Koebenino, waar fragmenten werden gevonden van een vat van een gebruikelijke type, versierd met een fries van naar links zwemmende vogels, aangebracht met kamstempels van verschillende grootte. De grafische reconstructie van het vat werd gepubliceerd door Vasili Smirnov. Waarschijnlijk waren de tekeningen vaak in kleur, gemaakt met stukjes oker en andere kleurstoffen. Speciale "krijtjes" van rode en gele oker werden gevonden in Andozero 2, en een scherp zwart "krijtje" werd gevonden op de Soechoje-site.

## Chronologie
De vorming van de Kargopolcultuur vond plaats aan het begin van het 4e millennium v.Chr. De nederzettingen van de Kareliëcultuur (oostelijke variant) dateren uit dezelfde periode en liggen in veel opzichten dicht bij de vroege Kargopol-sites. Voor de Soechoje-nederzetting (horizon II) werd een datum van 4.940 ± 110 jaar verkregen, wat overeenkomt met het begin van het 3e millennium v.Chr. en de middenperiode van de Kargopolcultuur.
Er zijn drie chronologische perioden in de ontwikkeling van de Kargopolcultuur: 
- De vroege periode (eerste helft van het 4e millennium v.Chr.), waaronder de onderste lagen van nederzettingen die onder water staan of onder turfafzettingen (Vaskin Bor I en Vaskin Bor II aan het Azatskoje-meer, Protiv Gostiny Bereg, de onderste laag van de Karavajevski-site, en de Koebenino-begraafplaats).
- De middenperiode (tweede helft van de 4e - begin 3e millennium v.Chr.) was de tijd van het bestaan van de meeste nederzettingen, een hoog niveau in steenverwerking en de productie van aardewerk, en de bloei van kunst. Deze periode omvat Andozero 2, Andozero 5 (bovenste laag), Koebenino, Soechoje, Tichmanga aan de Tichmanga-rivier en andere.
- De late periode (3e millennium v.Chr.) wordt gekenmerkt door een grote variatie in de versiering van het aardewerk, en het verschijnen van nieuwe patronen, waaronder textieldecoraties. In sommige gevallen wordt de vorm van de vaten ingewikkelder: in Soechoj werd een geprofileerd vat met een richel op de schouders en een ruitvormig patroon gevonden. In de steeninventaris is er een verslechtering van de bewerkingstechniek, kleine leisteengereedschappen en punten met een uitgezette basis en bladsteelspreiding, en oude vormen verdwijnen. Op dit moment werd de invloed zichtbaar van de cultuur van de bevolking van sites zoals Modlona, en daarvoor de bevolking van het kamkeramiek.

## DNA
Het monster KAR001 (6457–6258 BP) van de begraafplaats Karavaicha 1 heeft een mitochondriale haplogroep T2.